# Лучо Чеккаріні
Лучо Чеккаріні (італ. Lucio Ceccarini, 13 грудня 1930 — 14 липня 2009) — італійський ватерполіст і плавець.
Бронзовий призер Олімпійських Ігор 1952 року.